# Lijst van bergen in Peru

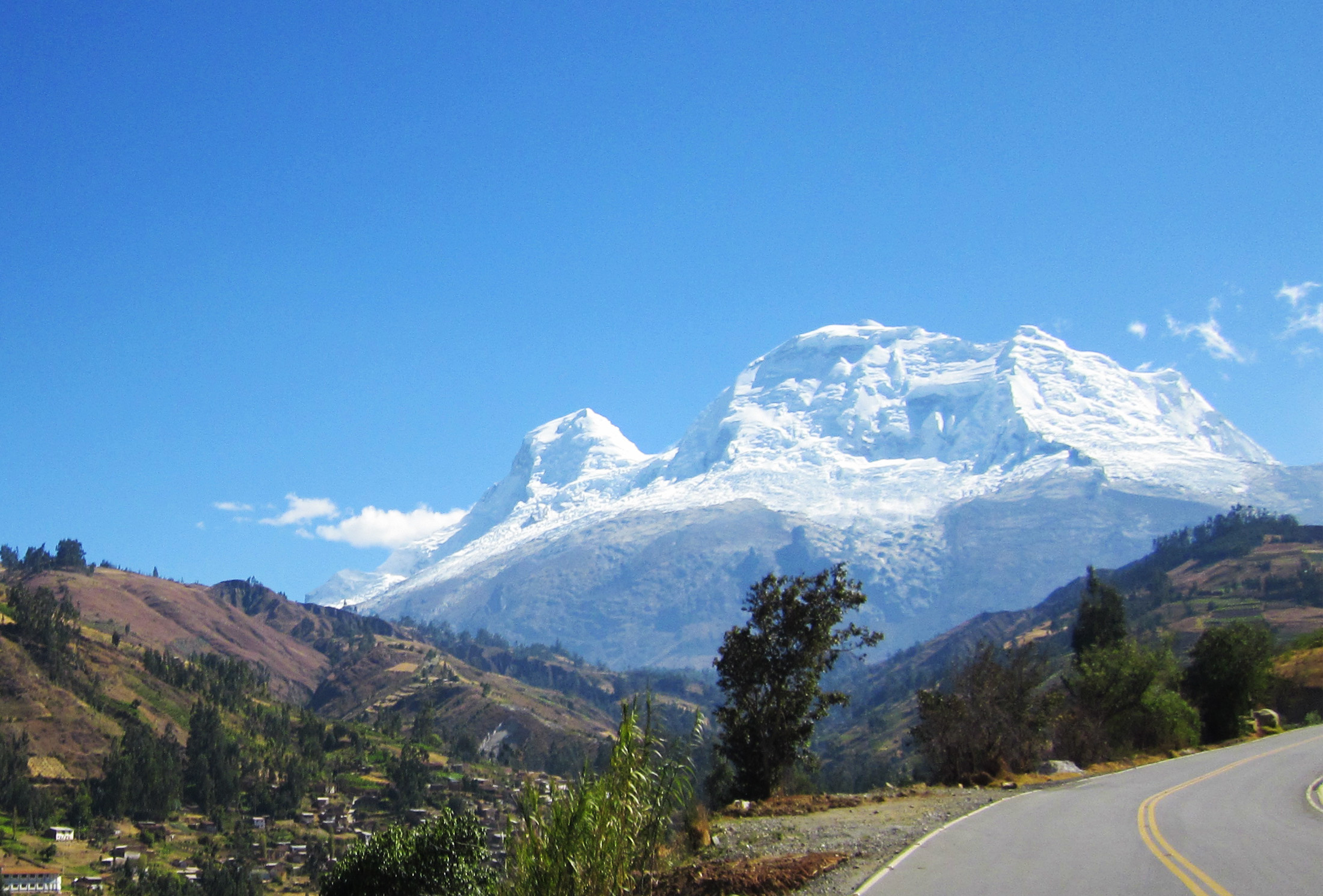
Nevado Huascarán

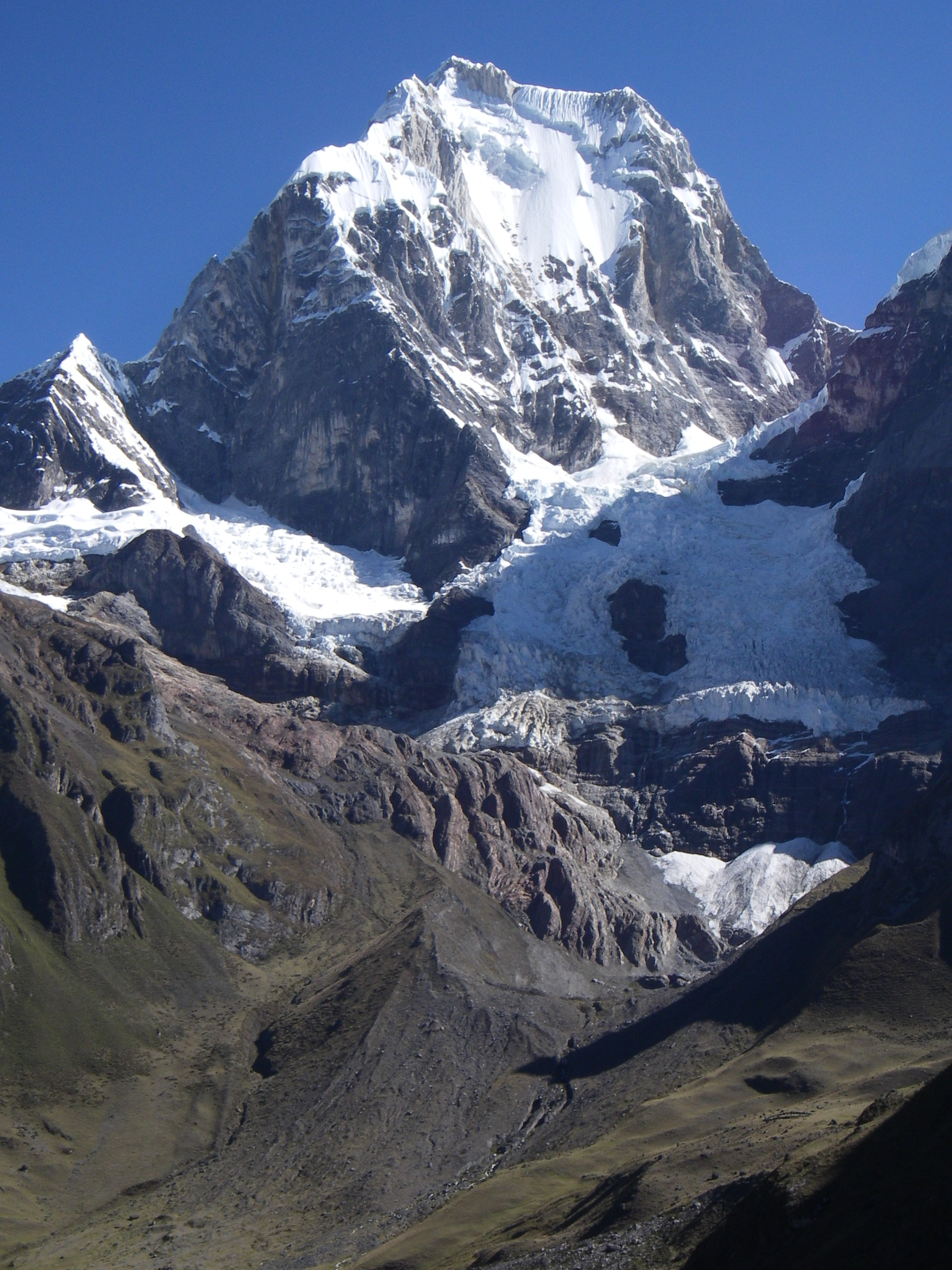
Yerupaja

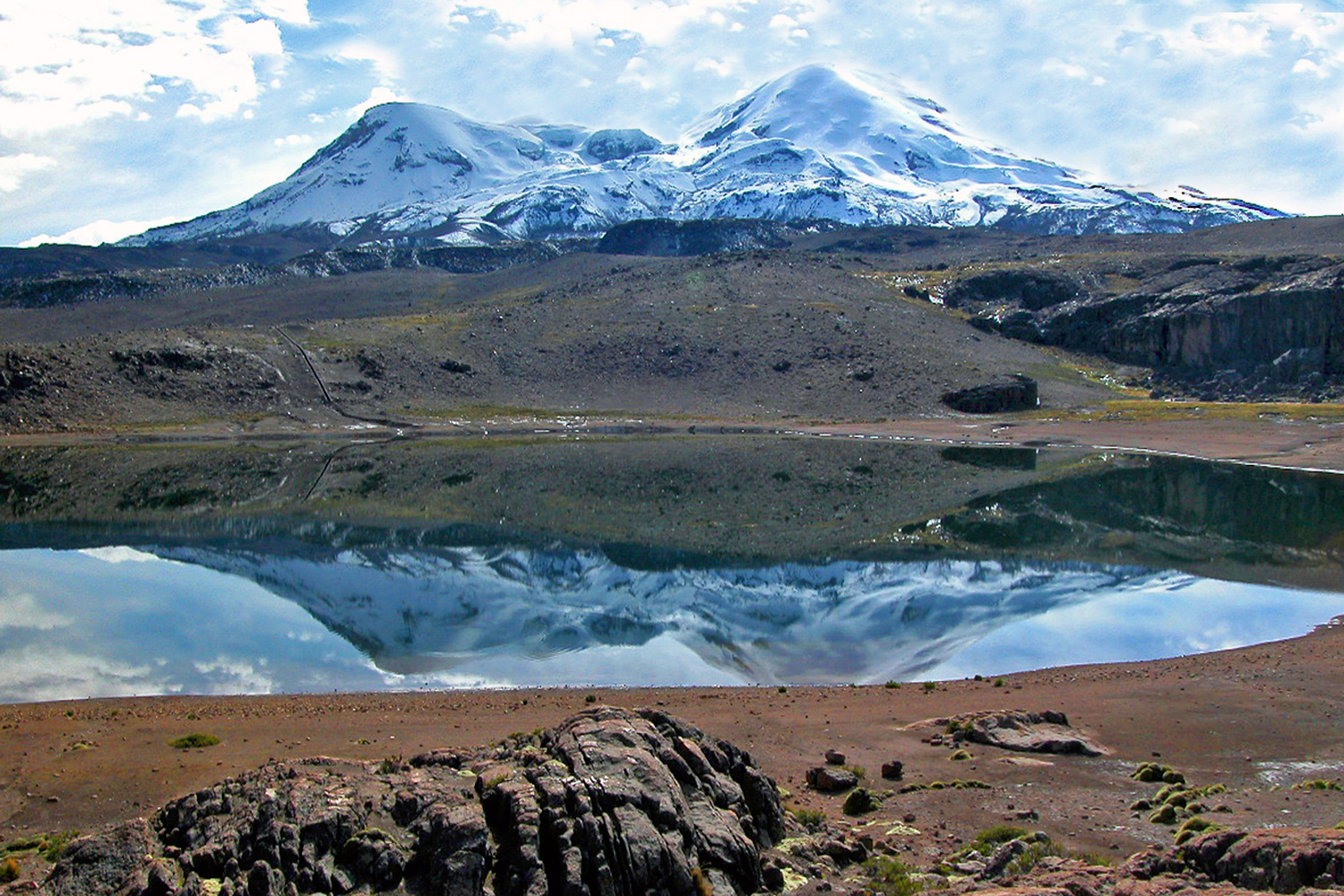
Coropuna

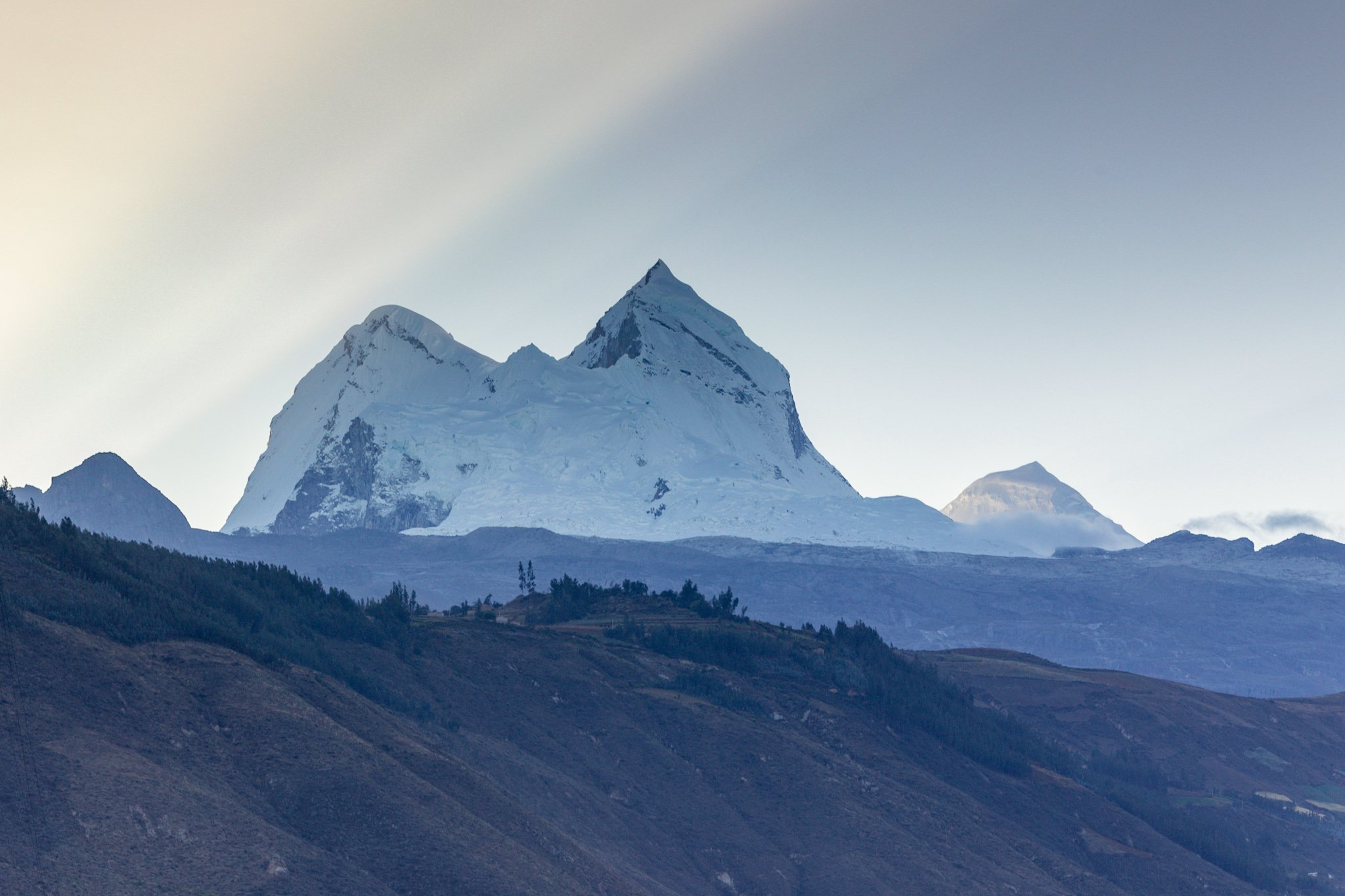
Huandoy

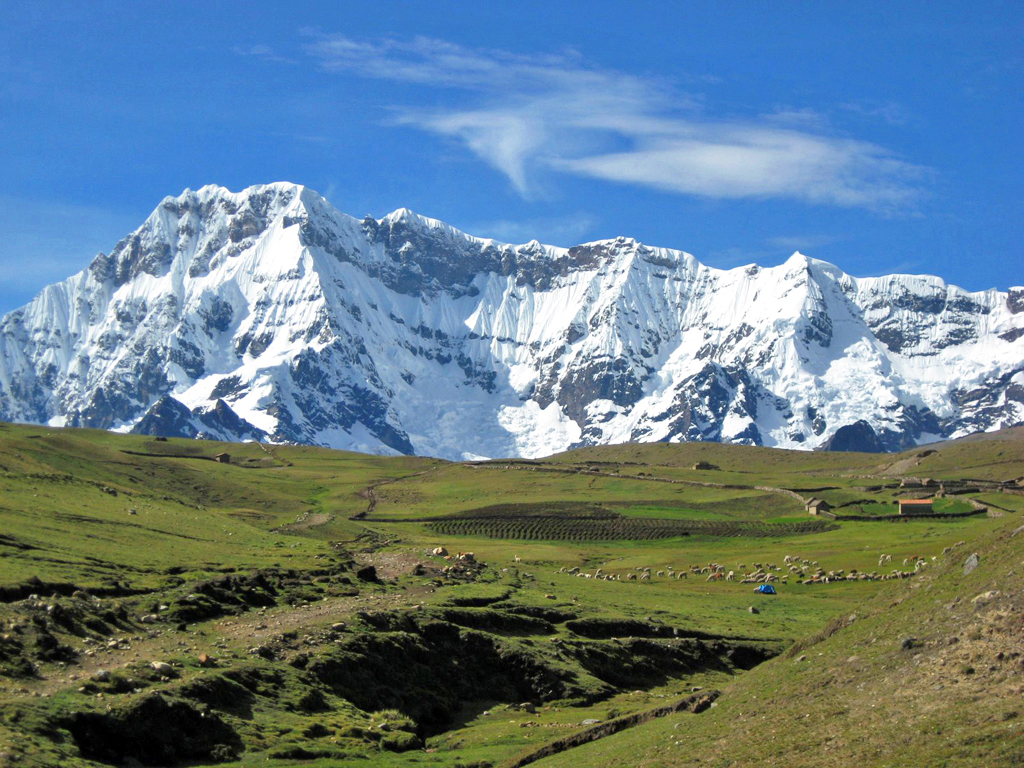
Ausangate

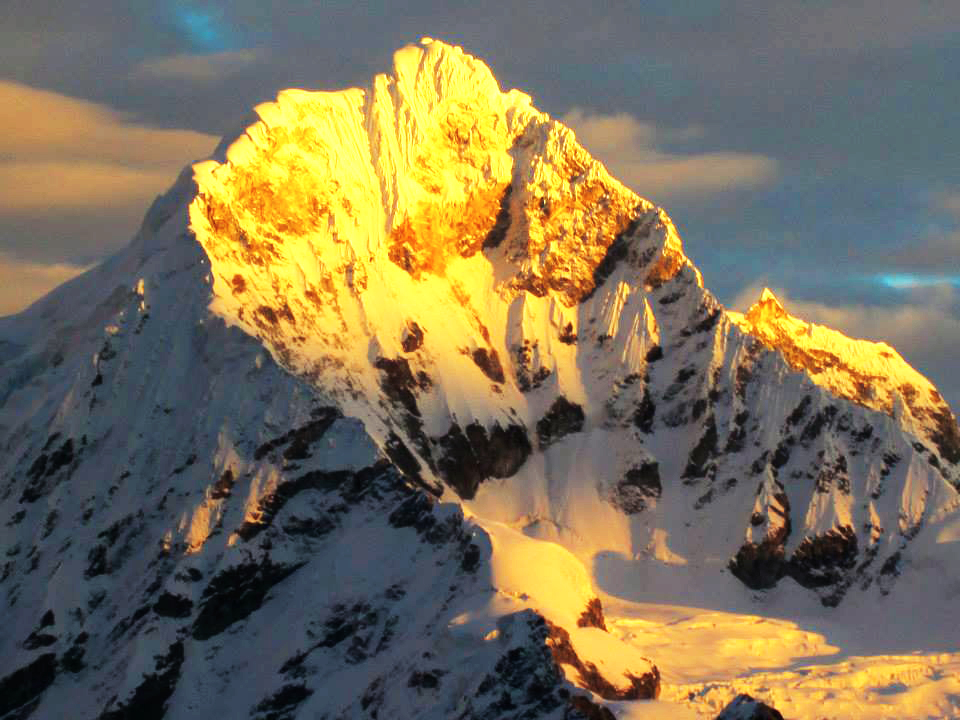
Chopicalqui

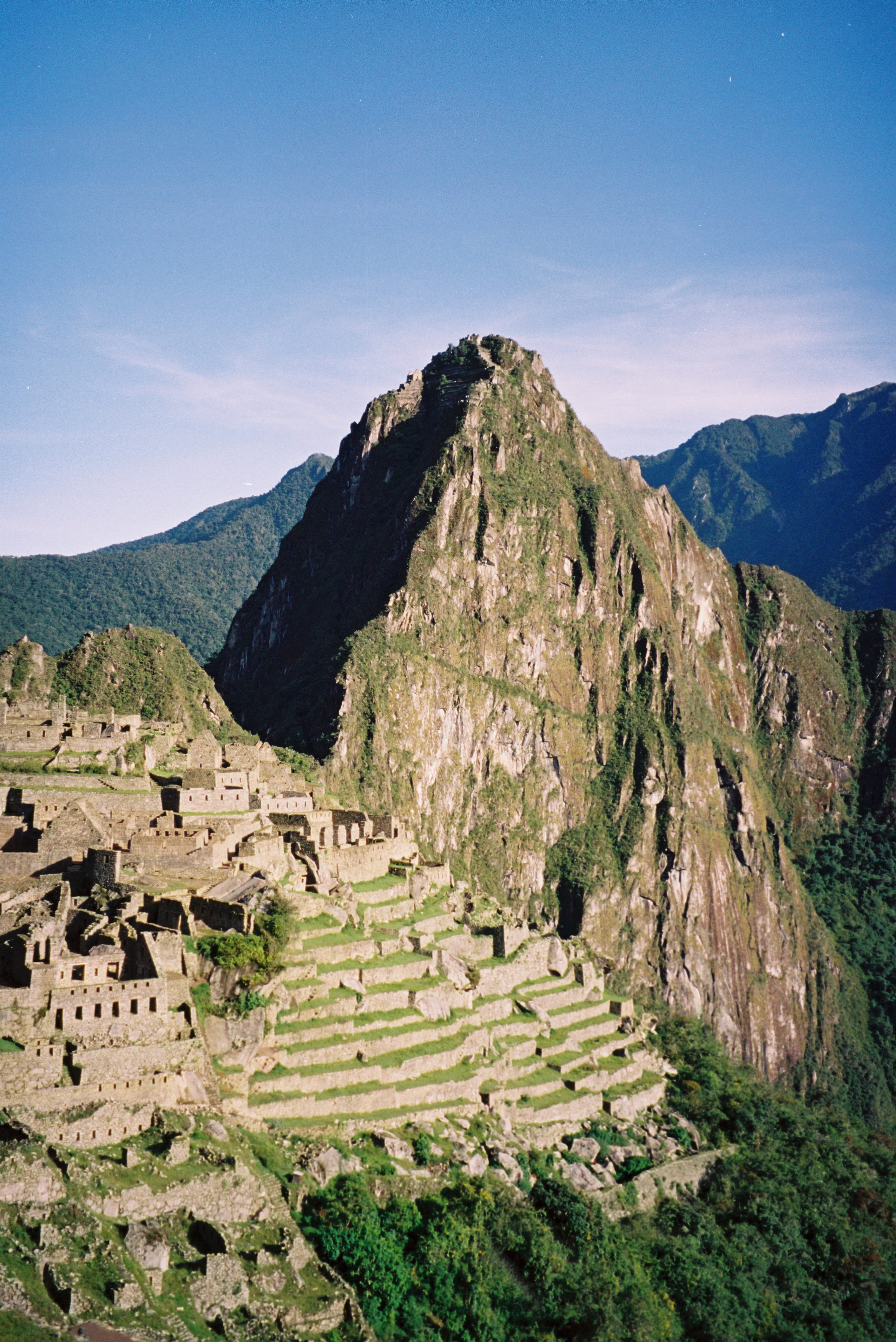
Huayna Picchu

Dit is een lijst van bergen in Peru.
| Naam van de berg      | Hoogte  | Gebergte                      | Departement         |
| --------------------- | ------- | ----------------------------- | ------------------- |
| Nevado Huascarán      | 6.768 m | Cordillera Blanca Andes       | Áncash              |
| Yerupaja              | 6.634 m | Cordillera Huayhuash Andes    | Áncash Huánuco Lima |
| Coropuna              | 6.425 m | Cordillera Ampato Andes       | Arequipa            |
| Huandoy               | 6.395 m | Cordillera Blanca Andes       | Áncash              |
| Ausangate             | 6.380 m | Cordillera de Vilcanota Andes | Cuzco               |
| Chopicalqui           | 6.354 m | Cordillera Blanca Andes       | Áncash              |
| Siula Grande          | 6.344 m | Cordillera Huayhuash Andes    | Huánuco Lima        |
| Ampato                | 6.288 m | Cordillera de Ampato Andes    | Arequipa            |
| Salcantay             | 6.271 m | Cordillera Vilcabamba Andes   | Cuzco               |
| Ranrapalca            | 6.162 m | Cordillera Blanca Andes       | Áncash              |
| Chacraraju            | 6.108 m | Cordillera Blanca Andes       | Áncash              |
| Jirishanca            | 6.094 m | Cordillera Huayhuash Andes    | Áncash Huánuco      |
| Yerupaja Chico        | 6.089 m | Cordillera Huayhuash Andes    | Lima                |
| Chachani              | 6.075 m | Cordillera Volcánica Andes    | Arequipa            |
| Quitaraju             | 6.040 m | Cordillera Blanca Andes       | Áncash              |
| Tocllaraju            | 6.034 m | Cordillera Blanca Andes       | Áncash              |
| Artesonraju           | 6.025 m | Cordillera Blanca Andes       | Áncash              |
| Sabancaya             | 5.976 m | Cordillera de Ampato Andes    | Arequipa            |
| Alpamayo              | 5.947 m | Cordillera Blanca Andes       | Áncash              |
| Pirámide de Garcilazo | 5.885 m | Cordillera Blanca Andes       | Áncash              |
| Rondoy                | 5.870 m | Cordillera Huayhuash Andes    | Áncash Lima         |
| Taulliraju            | 5.830 m | Cordillera Blanca Andes       | Áncash              |
| Misti                 | 5.822 m | Cordillera Volcánica Andes    | Arequipa            |
| Nevado Pisco          | 5.752 m | Cordillera Blanca Andes       | Áncash              |
| Mitaraju              | 5.750 m | Cordillera Huayhuash Andes    | Áncash              |
| Ubinas                | 5.672 m | Cordillera Volcánica Andes    | Moquegua            |
| Pichu Pichu           | 5.664 m | Cordillera Volcánica Andes    | Arequipa            |
| Ninashanca            | 5.607 m | Cordillera Huayhuash Andes    | Huánuco             |
| Nevado Mismi          | 5.597 m | Cordillera Chila Andes        | Arequipa            |
| Ch'iqun (Chicón)      | 5.530 m | Cordillera Urubamba Andes     | Cuzco               |
| Ishinca               | 5.530 m | Cordillera Blanca Andes       | Áncash              |
| Chimboya              | 5.489 m | Andes                         | Cuzco Puno          |
| Yanaphaqcha           | 5.460 m | Cordillera Blanca Andes       | Áncash              |
| Urus Este             | 5.420 m | Cordillera Blanca Andes       | Áncash              |
| Aceruta               | 5.400 m | Andes                         | Arequipa            |
| Chinchun              | 5.400 m | Andes                         | Arequipa            |
| Chequiaraju           | 5.286 m | Cordillera Blanca Andes       | Áncash              |
| Vinicunca             | 5.200 m | Cordillera Vilcanota Andes    | Cuzco               |
| Chiqllarasu           | 5.167 m | Andes                         | Ayacucho            |
| Chinchirusa           | 5.000 m | Andes                         | Lima                |
| Huaynaputina          | 4.850 m | Cordillera Volcánica Andes    | Moquegua            |
| Asnu Wañusqa          | 4.800 m | Andes                         | Arequipa            |
| Atapalluni            | 4.800 m | Andes                         | Puno                |
| Chinchillani          | 4.800 m | Andes                         | Moquegua            |
| Asiru Phat'jata       | 3.895 m | Andes                         | Puno                |
| Huayna Picchu         | 2.700 m | Cordillera Central Andes      | Cuzco               |